# 梁氏民宅
梁氏民宅又稱状元里，是位於中華人民共和國上海市靜安區山西北路457弄61号的石庫門建築。它建于1898年，共二层，為砖木混合結構，房屋占地面积为223.59平方米。2005年被公布为上海市优秀历史建筑。

## 歷史
海宁路山西北路口西北侧曾被称为钱家宅，钱家豪宅位於山西北路457弄，钱氏民宅位於海宁路780弄。钱家败落後，钱家将钱家豪宅卖与梁氏，更名为梁氏民宅。文革时被一家公司占用。1987年房屋归还梁家。